# Getting Things Done
Getting Things Done, (často zkracováno na GTD) patří v současné době (21. století) mezi populární metody organizace práce. Metodu vytvořil americký kouč David Allen a popsal ji ve stejnojmenné knize, poprvé publikované v roce 2001. GTD a „Getting Things Done“ jsou ochrannými známkami, které patří společnosti David Allen & Co.
GTD není klasická time managementová metoda, orientuje se především na kroky spojené s řízením pracovního procesu. Protože mozek člověka není podle Allena primárně uzpůsoben tomu, aby si pamatoval a připomínal úkoly, schůzky a všechny závazky (v terminologii GTD „záležitosti“), doporučuje Allen vytvořit si externí systém různých druhů seznamů, které následně poslouží jako připomenutí. Člověk se tedy nemusí věnovat tomu, aby si vzpomněl na to, co má dělat, ale může využít plně kapacity mozku, aby se soustředil na provedení úkolu. (Allen své přesvědčení staví na faktu, že pokud se člověk ocitne pod tlakem a hrozí, že na něco zapomene, vytvoří si seznam úkolů. Proč si tedy nevést seznam těchto úkolů i pro běžnou práci?)

## Pracovní proces
Aby člověk mohl „úkol“ provést, musí nejprve vědět, co přesně znamená:
1. ono všeobecné označení „práce“,
2. vykonat tuto práci.

Kontrola nad pracovním procesem a přehled o něm se získá díky:
- 5fázovému procesu řízení,
- modelu přirozeného plánování,
- úrovním soustředění.

## Pět fází řízení pracovního procesu

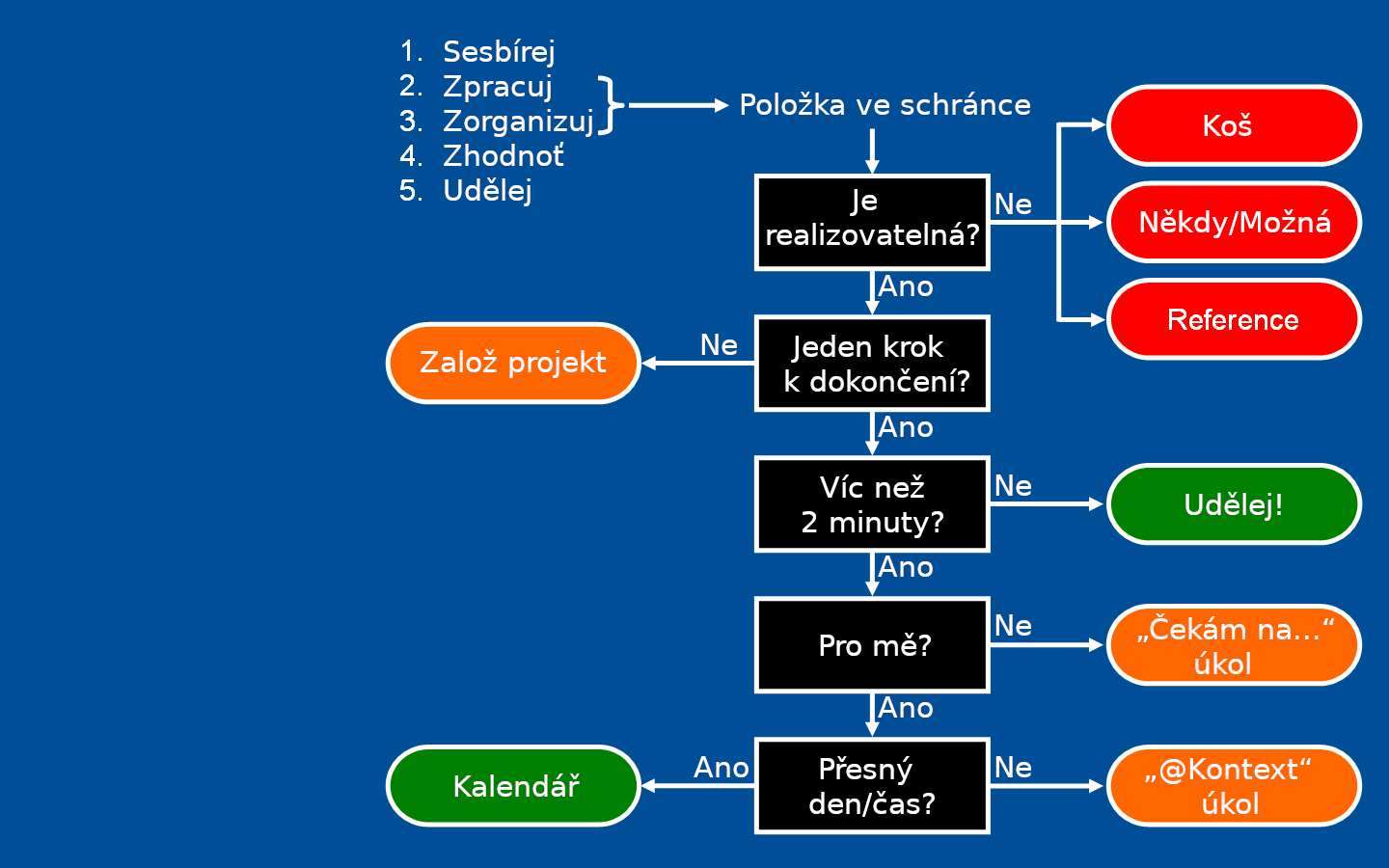
Diagram GTD procesu.

Řízení záležitostí – a to jak pracovních, tak soukromých – je proces složený z ustálených kroků:
1. Sesbírej
2. Zpracuj
3. Zorganizuj
4. Zhodnoť
5. Udělej

### Sesbírej
První základní krok pro zvládnutí všech záležitostí, které vyžadují vaši pozornost, je jejich sesbírání do předem stanovených „sběrných míst“ – schránek. Za schránku může člověk použít víceméně cokoli, např. přihrádku na papíry a došlou poštu, inbox v e-mailovém klientu, MP3 přehrávač s mikrofonem, PDA. Do těchto schránek potom člověk uloží celodenní kolotoč záležitostí, tedy nápadů, informací, požadavků, úkolů, předsevzetí, záměrů a přání.

Pro schránky platí 3 základní pravidla: 1) každý otevřený problém musí být zachycený (sebraný) mimo hlavu člověka, 2) počet schránek musí být co nejmenší, ale ve stejném okamžiku i plně postačující, 3) obsah schránek se musí pravidelně vyprazdňovat – tedy zpracovat.

### Zpracuj
Během další fáze procesu se zpracuje obsah schránek. Velmi často opakované tvrzení z GTD zní, že člověk může realizovat jednotlivé kroky, ale nikdy nezvládne celé projekty, které se z těchto kroků skládají.
U každé položky ve schránce člověk zváží, zda je v daném okamžiku realizovatelná, nebo není. Rozhodování probíhá okamžitě, základní požadavek zní: nic se do schránky nevrací zpět. Nerealizovatelné záležitosti se buď zahodí, uloží pro případnou realizaci někdy později, nebo se jedná o reference k nějaké již zpracovávané záležitosti a věc se založí do kartotéky. Realizovatelné záležitosti se buď udělají, delegují anebo odloží pro pozdější zpracování. O odložení/udělaní rozhoduje pravidlo 2 minut. Jde-li záležitost provést během dvou minut, nikam se neodkládá a udělá se hned, během zpracování schránky. Jestliže se musí pro zvládnutí záležitosti udělat více než jeden krok, založí se nový projekt.

### Zorganizuj
V třetí fázi procesu Allen učí zařadit již zpracované položky na 5 různých míst, které jsou klíčem celého dalšího fyzického řízení GTD.
- Další kroky – podle Allena je další krok každá realizovatelná, fyzicky viditelná činnost, která vede k nějakému výsledku. GTD učí zapisovat si další kroky pomocí akčních sloves: např. „zavolat Petrovi ohledně oběda 23.5.“ nebo „sestavit návrh smlouvy s XY“. Další kroky jsou rozděleny do různých seznamů podle kontextů, tedy pomůcek a prostředí, které jsou třeba k jejich provedení („Na počítači“, „Telefonáty“, „Doma“ atp.)
- „Čekám na…“ – Delegované položky-kroky jsou vedeny na speciálním seznamu.
- Projekt – každá záležitost, která se musí realizovat více než jedním krokem, se stává v GTD projektem. Projekty jsou vedeny na samostatném seznamu projektů, který člověk pravidelně prochází a přehodnocuje.
- Někdy/Možná – na tento seznam jsou uloženy všechny nerealizovatelné položky, o nichž člověk v okamžiku zpracování nedokázal rozhodnout, zda je v budoucnu bude chtít realizovat.
- Kalendář - do kalendáře patří události s přesně stanoveným termínem, v němž musí proběhnout.

### Zhodnoť
Hodnocení v GTD probíhá na několika úrovních: a) člověk v každém okamžiku přehodnocuje, zda dělá právě to, co dělat má (přehled dalších kroků a projektů), b) jedenkrát za týden provádí tzv. týdenní hodnocení, během nějž prochází celý systém a tím jej udržuje aktuální, c) a hodnocení z hlediska tzv. úrovní soustředění (viz dále).

### Udělej
Allen v této fázi zdůrazňuje, že bychom měli mít nastavený systém, podle nějž rozhodujeme o tom, co se bude dělat. Systém GTD vytváří 4 „priority“, podle nichž se rozhodujeme:
- kontext, v němž se nacházíme,
- priorita daného úkolu,
- energie, která nám zbývá,
- čas, který máme k dispozici.

## Model přirozeného plánování
Pro projektové plánování (a uvažování o dalších tématech a případných „možných“ projektech) doporučuje Allen využít vlastnosti mozku „přirozeně rozplánovat“ postup. Člověk se nejprve zamyslí nad tím, proč (a za jakým účelem) něco dělá (definice záměru), představí si, jak by měla hotová práce vypadat, zapřemýšlí o různých možnostech, jak výsledku dosáhnout (brainstorming), vybere nejlepší možný způsob (uspořádání) a najde jednotlivé kroky, kterými se k cíli dostane.

## Oblasti soustředění
Třetí základní součástí systému GTD jsou tzv. oblasti soustředění. Allen je rozlišuje podle úrovně letové hladiny na činnosti na vzletové dráze (konkrétní činnosti, další kroky), na hladinách 10 000 stop (aktuální projekty), 20 000 stop (oblasti, za něž člověk zodpovídá), 30 000 – 50 000 stop (cíle na příští rok až dva, vize na 3–5 let a životní cíle a poslání člověka). Právě oblasti soustředění jsou důkazem, že se GTD nevěnuje pouze práci a životní cíle člověka neřeší: právě naopak, David Allen vyhrazuje stanovení cílů a priorit velké místo na svých seminářích.

## Další témata v GTD
Termínový pořadač (tickler file)Allen není autorem tzv. termínového pořadače, ale učí, jak jej velmi efektivně využívat. Za termínový pořadač může sloužit např. e-mailový klient, šanon apod., který obsahuje 12 složek pro měsíce a 31 složek pro jednotlivé dny v měsíci. Do těchto složek potom člověk ukládá „připomenutí“. Pomocí přesunování „měsíčních složek“ podle aktuálního měsíce k denním složkám tak člověk jednoduše řečeno „posílá sám sobě zprávu“, čemu by se mohl v daný den věnovat.
GTD a nástrojePodle nástrojů, které uživatelé GTD používají, se dělí do dvou hlavních skupin: high tech a low tech. High tech znamená různé druhy offline nebo online programů, low tech potom využívá různých druhů papírových organizérů. Mezi nejznámější patří tzv. Hipster PDA nebo různé způsoby použití populárních notýsků Moleskine. Mnozí uživatelé si také vytváří své vlastní papírové organizéry.
Pravidlo 2 minutPodle pravidla dvou minut má člověk v průběhu zpracování schránky rozhodnout, zda činnost udělat nebo ji odložit k pozdějšímu provedení. Pravidlo dvou minut patří mezi nejčastěji variované základní nástroje GTD. Nutí člověka zvážit, zda jej provedení bude stát méně času než složité zakládání nové připomínky, případně dalšího kroku či projektu.

## Přijetí GTD
Hlavní přínos GTD spočívá v tom, že učí člověka uvolnit mysl a vytvořit si důvěryhodný externí systém, který mu umožní soustředit se na jednu věc, aniž by musel přemýšlet nad ostatními záležitostmi. Pomocí přesně definovaných projektů a jednotlivých konkrétních dalších kroků učí neustále kontrolovat všechny činnosti, kterých se účastní. A v neposlední řadě také nabízí nástroj, díky němuž může člověk snadno zpracovat obrovské množství informací, které na něj dnešní doba informačního digitálního věku klade.
Kniha Getting Things Done vyšla v roce 2001. Stala se bestsellerem, David Allen se stal celebritou a získal označení „jeden z nejvlivnějších myslitelů v oblasti produktivity“, „Henry Ford digitálního věku“, o metodě psaly prestižní časopisy, např. Time, Wired, The Guardian, BusinessWeek, CNN Money apod. Allen svůj systém organizace práce vypracoval v průběhu 20 let koučování v prestižních firmách a dodnes jej učí ve společnostech jako Sony, Lockheed Martin, Microsoft, US NAVY, Světová banka, Oracle a další.
Díky nadšencům se metoda GTD šíří dále především prostřednictvím blogů (z nejznámějších 43 Folders nebo Lifehacker, vznikají různé variace (např. Zen To Done bloggera Leo Babauty).
Po úspěchu první knihy Getting Things Done vydal Allen svou druhou knihu Ready for Anything. 52 Productivity Principles for Work and Life, která vycházela z newsletteru Davida Allen Productivity Principles. V roce 2008 vyšla Allenova třetí kniha Making It All Work. Winning at the Game of Work and Business of Life - česky byla publikována pod názvem Aby vše klapalo. Jak hravě zvládat pracovní i životní výzvy (2009). Přináší rozvinutí a prohloubení Allenových myšlenek a řadu praktických příkladů, které autor získal během své praxe kouče od roku 2001, kdy vyšla jeho první kniha.

### Software
- eWay-CRM – české CRM, které GTD podporuje
- GeeTeeDee Archivováno 7. 9. 2010 na Wayback Machine. – aplikace pro Windows a Linux
- GTD Free – aplikace pro Windows
- Mobile Task Manager – J2ME program pro mobilní telefony
- OmniFocus – GTD aplikace pro macOS a iOS
- ukoly.info GTD Octopus – online web aplikace pro správu úkolů, událostí a dalšími nadstavbami
- EasyGTD – online jednoduchá web aplikace pro správu úkolů
- Doit.im – velmi flexibilní a minimalistický multiplatformní(Linux/Windows/MAC) software se synchronizací přes online účty určen pro GTD
- Tracks – webový nástroj, který je možno si jednoduše nainstalovat na počítač či používat přes internet zde[nedostupný zdroj]
- Getquantify – GTD web aplikace pro malé firmy
- ThinkingRock GTD – multiplatformní aplikace pro GTD

#### iOS
- Things – GTD aplikace pro iOS a macOS
- OmniFocus – GTD aplikace pro iOS a macOS